# Liste der FFH-Lebensraumtypen
Nachfolgend sind alle in Europa vorkommenden Lebensraumtypen gemäß Anhang I der Fauna-Flora-Habitat-Richtlinie (FFH-RL) aufgelistet.
Im Anhang I der FFH-Richtlinie sind natürliche und naturnahe Lebensräume von gemeinschaftlichem Interesse aufgeführt, für deren Erhaltung besondere Schutzgebiete  im Netzwerk Natura 2000 ausgewiesen werden sollen. Von den verschiedenen Lebensraumtypen kommen 91 in Deutschland und 72 in Österreich vor.
Die vorangestellte Nummer entspricht dem EU-Code der Lebensraumtypen gemäß FFH-Richtlinie, die Bezeichnung entspricht der Originalbezeichnung der neuesten Fassung des Anhang I der FFH-Richtlinie vom 20. Dezember 2006.

in Spalte 2 * = prioritäre Lebensraumtypen: diese sind vom Verschwinden bedroht und die Europäische Gemeinschaft hat eine besondere Verantwortung für ihre Erhaltung, weil ihr Verbreitungsschwerpunkt in Europa liegt
| EU Code | * | Lebensraumtyp (offizielle Bezeichnung) | Vorkommen in Deutschland | Vorkommen in Österreich |
| ------- | - | --- | ------------------------ | ----------------------- |
| 1       |   | Lebensräume in Küstenbereichen und halophytische Vegetation |                          |                         |
| 11      |   | Meeresgewässer und Gezeitenzonen |                          |                         |
| 1110    |   | Sandbänke mit nur schwacher ständiger Überspülung durch Meerwasser (sublitorale Sandbänke) | X                        |                         |
| 1120    | * | Posidonia-Seegraswiesen (Posidonion oceanicae) |                          |                         |
| 1130    |   | Ästuarien | X                        |                         |
| 1140    |   | Vegetationsfreies Schlick-, Sand- und Mischwatt | X                        |                         |
| 1150    | * | Lagunen des Küstenraumes (Strandseen) | X                        |                         |
| 1160    |   | Flache große Meeresarme und -buchten (Flachwasserzonen und Seegraswiesen) | X                        |                         |
| 1170    |   | Riffe | X                        |                         |
| 1180    |   | Submarine durch Gasaustritte entstandene Strukturen |                          |                         |
| 12      |   | Felsenküsten und Kiesstrände |                          |                         |
| 1210    |   | Einjährige Spülsäume | X                        |                         |
| 1220    |   | Mehrjährige Vegetation der Kiesstrände | X                        |                         |
| 1230    |   | Atlantik-Felsküsten und Ostsee-Fels- und Steil-Küsten mit Vegetation | X                        |                         |
| 1240    |   | Mittelmeer-Felsküsten mit Vegetation mit endemischen Limonium-Arten |                          |                         |
| 1250    |   | Makaronesische Felsküsten mit endemischen Pflanzenarten |                          |                         |
| 13      |   | Atlantische Salzsümpfe und -wiesen sowie Salzsümpfe und -wiesen im Binnenland |                          |                         |
| 1310    |   | Pioniervegetation mit Salicornia und anderen einjährigen Arten auf Schlamm und Sand (Quellerwatt) | X                        |                         |
| 1320    |   | Schlickgrasbestände (Spartinion maritimae) | X                        |                         |
| 1330    |   | Atlantische Salzwiesen (Glauco-Puccinellietalia maritimae) | X                        |                         |
| 1340    | * | Salzwiesen im Binnenland | X                        |                         |
| 14      |   | Salzsümpfe und -wiesen des Mittelmeeres und des gemäßigten Atlantiks |                          |                         |
| 1410    |   | Mediterrane Salzwiesen (Juncetalia maritimi) |                          |                         |
| 1420    |   | Quellerwatten des Mittelmeer- und gemäßigten atlantischen Raums (Sarcocornetea fruticosae) |                          |                         |
| 1430    |   | Halo-nitrophile Gestrüppe (Pegano-Salsoletea) |                          |                         |
| 15      |   | Halophile und gypsophile Binnenlandsteppen |                          |                         |
| 1510    | * | Mediterrane Salzwiesen (Limonietalia) |                          |                         |
| 1520    | * | Iberische Gipssteppen (Gypsophiletalia) |                          |                         |
| 1530    | * | Pannonische Salzsteppen und Salzwiesen |                          | X                       |
| 16      |   | Archipele, Küsten und Landhebungsgebiete des borealen Baltikums |                          |                         |
| 1610    |   | Esker (Moränen)-Inseln des Baltikums mit Sand-, Fels- oder Kies-Strand — Vegetation und sublitoraler Vegetation |                          |                         |
| 1620    |   | Kleine und Kleinst-Inseln des borealen Baltikums |                          |                         |
| 1630    | * | Küstenwiesen des borealen Baltikums |                          |                         |
| 1640    |   | Sandige Strände mit ausdauernder Vegetation des borealen Baltikums |                          |                         |
| 1650    |   | Kleine, enge Buchten des borealen Baltikums |                          |                         |
| 2       |   | Dünen an Meeresküsten und im Binnenland |                          |                         |
| 21      |   | Dünen an den Küsten des Atlantiks sowie der Nord- und der Ostsee |                          |                         |
| 2110    |   | Primärdünen | X                        |                         |
| 2120    |   | Weißdünen mit Strandhafer Ammophila arenaria | X                        |                         |
| 2130    | * | Festliegende Küstendünen mit krautiger Vegetation (Graudünen) | X                        |                         |
| 2140    | * | Entkalkte Dünen mit Empetrum nigrum | X                        |                         |
| 2150    | * | Festliegende entkalkte Dünen der atlantischen Zone (Calluno-Ulicetea) | X                        |                         |
| 2160    |   | Dünen mit Hippophaë rhamnoides | X                        |                         |
| 2170    |   | Dünen mit Salix repens ssp. argentea (Salicion arenariae) | X                        |                         |
| 2180    |   | Bewaldete Dünen der atlantischen, kontinentalen und borealen Region | X                        |                         |
| 2190    |   | Feuchte Dünentäler | X                        |                         |
| 21A0    |   | Machair (* in Irland) |                          |                         |
| 22      |   | Dünen an Mittelmeerküsten |                          |                         |
| 2210    |   | Festliegende Dünen im Küstenbereich mit Crucianellion maritimae |                          |                         |
| 2220    |   | Dünen mit Euphorbia terracina |                          |                         |
| 2230    |   | Dünenrasen der Malcolmietalia |                          |                         |
| 2240    |   | Dünenrasen der Brachypodietalia mit Annuellen |                          |                         |
| 2250    | * | Mediterrane Küstendünen mit Wacholder Juniperus spp. |                          |                         |
| 2260    |   | Dünen mit Hartlaubvegetation der Cisto-Lavenduletalia |                          |                         |
| 2270    | * | Dünen-Wälder von Pinus pinea und/oder Pinus pinaster |                          |                         |
| 23      |   | Dünen im Binnenland (alt und entkalkt) | X                        |                         |
| 2310    |   | Trockene Sandheiden mit Calluna und Genista | X                        |                         |
| 2320    |   | Trockene Sandheiden mit Calluna und Empetrum nigrum | X                        |                         |
| 2330    |   | Dünen mit offenen Grasflächen mit Corynephorus und Agrostis | X                        |                         |
| 2340    | * | Pannonische Binnendünen |                          | X                       |
| 3       |   | Süßwasserlebensräume |                          |                         |
| 31      |   | Stehende Gewässer |                          |                         |
| 3110    |   | Oligotrophe, sehr schwach mineralische Gewässer der Sandebenen (Littorelletalia uniflorae) | X                        |                         |
| 3120    |   | Oligotrophe, sehr schwach mineralische Gewässer meist auf sandigen Böden des westlichen Mittelmeerraumes mit Isoëtes spp. |                          |                         |
| 3130    |   | Oligo- bis mesotrophe stehende Gewässer mit Vegetation der Littorelletea uniflorae und/oder der Isoëto-Nanojuncetea | X                        | X                       |
| 3140    |   | Oligo- bis mesotrophe kalkhaltige Gewässer mit benthischer Vegetation aus Armleuchteralgen | X                        | X                       |
| 3150    |   | Natürliche eutrophe Seen mit einer Vegetation des Magnopotamions oder Hydrocharitions | X                        | X                       |
| 3160    |   | Dystrophe Seen und Teiche | X                        | X                       |
| 3170    | * | Temporäre mediterrane Flachgewässer |                          |                         |
| 3180    |   | Temporär wasserführende Karstseen (Turloughs) | X                        |                         |
| 3190    |   | Gipskarstseen auf gipshaltigem Untergrund | X                        |                         |
| 31A0    | * | Transsilvanische heiße Quellen mit Tigerlotus-Formationen (Nymphaea lotus) |                          |                         |
| 32      |   | Fließgewässer — Abschnitte von Wasserläufen mit natürlicher bzw. naturnaher Dynamik (kleine, mittlere und große Fließgewässer), deren Wasserqualität keine nennenswerte Beeinträchtigung aufweist                                                                                | X                        |                         |
| 3210    |   | Natürliche Flüsse Fennoskandiens |                          |                         |
| 3220    |   | Alpine Flüsse mit krautiger Ufervegetation | X                        | X                       |
| 3230    |   | Alpine Flüsse mit Ufergehölzen von Myricaria germanica | X                        | X                       |
| 3240    |   | Alpine Flüsse mit Ufergehölzen von Salix elaeagnos | X                        | X                       |
| 3250    |   | Permanente mediterrane Flüsse mit Glaucium flavum |                          |                         |
| 3260    |   | Flüsse der planaren bis montanen Stufe mit Vegetation des Ranunculion fluitantis und des Callitricho-Batrachion | X                        | X                       |
| 3270    |   | Flüsse mit Schlammbänken mit Vegetation des Chenopodion rubri p.p. und des Bidention p.p. | X                        | X                       |
| 3280    |   | Permanente mediterrane Flüsse: Paspalo-Agrostidion und Galeriewälder aus Salix und Populus alba |                          |                         |
| 3290    |   | Temporäre mediterrane Flüsse mit Paspalo-Agrostidion-Vegetation |                          |                         |
| 32A0    |   | Kalktuff-Kaskaden von Karstflüssen im Dinarischen Gebirge |                          |                         |
| 4       |   | Gemäßigte Heide- und Buschvegetation |                          |                         |
| 4010    |   | Feuchte Heiden des nordatlantischen Raumes mit Erica tetralix | X                        |                         |
| 4020    | * | Feuchte Heiden des gemäßigt atlantischen Raumes mit Erica ciliaris und Erica tetralix |                          |                         |
| 4030    |   | Trockene europäische Heiden | X                        | X                       |
| 4040    | * | Trockene atlantische Heiden an der Küste mit Erica vagans |                          |                         |
| 4050    | * | Endemische makaronesische Heiden |                          |                         |
| 4060    |   | Alpine und boreale Heiden | X                        | X                       |
| 4070    | * | Buschvegetation mit Pinus mugo und Rhododendron hirsutum (Mugo-Rhododendretum hirsuti) | X                        | X                       |
| 4080    |   | Subarktisches Weidengebüsch | X                        | X                       |
| 4090    |   | Oromediterrane endemische Heiden mit Stechginster |                          |                         |
| 40A0    | * | Subkontinentale peripannonische Gebüsche | X                        | X                       |
| 40B0    |   | Potentilla fruticosa — Gebüsche der Rhodopen |                          |                         |
| 40C0    | * | Pontisch-sarmatische sommergrüne Gebüsche |                          |                         |
| 5       |   | Hartlaubgebüsche (Matoralls) |                          |                         |
| 51      |   | Gebüsche des submediterranen und gemäßigten Raumes |                          |                         |
| 5110    |   | Stabile xerothermophile Formationen von Buxus sempervirens an Felsabhängen (Berberidion p.p.) | X                        |                         |
| 5120    |   | Formationen von Cytisus purgans in Berggebieten |                          |                         |
| 5130    |   | Formationen von Juniperus communis auf Kalkheiden und -rasen | X                        | X                       |
| 5140    | * | Formationen von Cistus palhinhae auf maritimen Heiden |                          |                         |
| 52      |   | Baumbestandene Matorrals im Mittelmeerraum |                          |                         |
| 5210    |   | Baumförmige Matorrals mit Juniperus spp. |                          |                         |
| 5220    | * | Baumförmige Matorrals mit Ziziphus spp. |                          |                         |
| 5230    | * | Baumförmige Matorrals mit Laurus nobilis |                          |                         |
| 53      |   | Thermo-mediterrane Gebüschformationen und Vorsteppen |                          |                         |
| 5310    |   | Lorbeer-Gebüsche |                          |                         |
| 5320    |   | Euphorbia-Formationen an Steilküsten |                          |                         |
| 5330    |   | Thermo-mediterrane Gebüschformationen und Vorwüsten (sonstige Gesellschaften) |                          |                         |
| 54      |   | Phrygane |                          |                         |
| 5410    |   | Westmediterrane Phrygane (Astragalo-Plantaginetum subulatae) auf Felsenküsten |                          |                         |
| 5420    |   | Sarcopoterium spinosum — Phryganes |                          |                         |
| 5430    |   | Endemische Phrygane des Euphorbio-Verbascion |                          |                         |
| 6       |   | Natürliches und naturnahes Grasland |                          |                         |
| 61      |   | Natürliches Grasland |                          |                         |
| 6110    | * | Lückige basophile oder Kalk-Pionierrasen (Alysso-Sedion albi) | X                        | X                       |
| 6120    | * | Trockene, kalkreiche Sandrasen | X                        |                         |
| 6130    |   | Schwermetallrasen (Violetalia calaminariae) | X                        | X                       |
| 6140    |   | Silikat-Grasland in den Pyrenäen mit Festuca eskia |                          |                         |
| 6150    |   | Boreo-alpines Grasland auf Silikatsubstraten | X                        | X                       |
| 6160    |   | Oro-Iberisches Grasland auf Silikatböden mit Festuca indigesta |                          |                         |
| 6170    |   | Alpine und subalpine Kalkrasen | X                        | X                       |
| 6180    |   | Mesophiles makaronesische Grasland |                          |                         |
| 6190    |   | Lückiges pannonisches Grasland (Stipo-Festucetalia pallentis) |                          | X                       |
| 62      |   | Naturnahes trockenes Grasland und Verbuschungs-Stadien |                          |                         |
| 6210    |   | Naturnahe Kalktrockenrasen und deren Verbuschungsstadien (Festuco-Brometalia) (* besondere Bestände mit bemerkenswerten Orchideen) | X                        | X                       |
| 6220    | * | Mediterrane Trockenrasen der Thero-Brachypodietea |                          |                         |
| 6230    | * | Artenreiche montane Borstgrasrasen (und submontan auf dem europäischen Festland) auf Silikatböden | X                        | X                       |
| 6240    | * | Subpannonische Steppen-Trockenrasen | X                        | X                       |
| 6250    | * | Pannonische Steppen-Trockenrasen auf Löss |                          | X                       |
| 6260    | * | Pannonische Steppen auf Sand |                          | X                       |
| 6270    | * | Artenreiche, mesophile, trockene Rasen der niederen Lagen Fennoskandiens |                          |                         |
| 6280    | * | Nordische Alvar-Trockenrasen und flache praekambrische Kalkfelsen |                          |                         |
| 62A0    |   | Östliche sub-mediterrane Trockenrasen (Scorzoneratalia villosae) |                          |                         |
| 62B0    | * | Serpentin-Grasland auf Zypern |                          |                         |
| 62C0    | * | Pontisch-sarmatische Steppen |                          |                         |
| 62D0    |   | Oro-moesisches bodensaures Grasland |                          |                         |
| 63      |   | Als Weideland genutzte Hartlaubwälder (Dehesas) |                          |                         |
| 6310    |   | Dehesas mit immergrünen Eichenarten |                          |                         |
| 64      |   | Naturnahes feuchtes Grasland mit hohen Gräsern |                          |                         |
| 6410    |   | Pfeifengraswiesen auf kalkreichem Boden, torfigen und tonig-schluffigen Böden (Molinion caeruleae) | X                        | X                       |
| 6420    |   | Mediterranes Feuchtgrünland mit Hochstauden des Molinio-Holoschoenion |                          |                         |
| 6430    |   | Feuchte Hochstaudenfluren der planaren und montanen bis alpinen Stufe | X                        | X                       |
| 6440    |   | Brenndolden-Auenwiesen (Cnidion dubii) | X                        | X                       |
| 6450    |   | Nordboreale Auenwiesen |                          |                         |
| 6460    |   | Moorwiesen des Troodos-Gebirges |                          |                         |
| 65      |   | Mesophiles Grünland |                          |                         |
| 6510    |   | Magere Flachland-Mähwiesen (Alopecurus pratensis, Sanguisorba officinalis) | X                        | X                       |
| 6520    |   | Berg-Mähwiesen | X                        | X                       |
| 6530    | * | Wiesen mit Gehölzen in Fennoskandien |                          |                         |
| 6540    |   | Submediterranes Grünland des Molinio-Hordeion secalini |                          |                         |
| 7       |   | Hoch- und Niedermoore |                          |                         |
| 71      |   | Saure Moore mit Sphagnum |                          |                         |
| 7110    | * | Lebende Hochmoore | X                        | X                       |
| 7120    |   | Noch renaturierungsfähige degradierte Hochmoore | X                        | X                       |
| 7130    |   | Flächenmoore (* aktive Moore) |                          |                         |
| 7140    |   | Übergangs- und Schwingrasenmoore | X                        | X                       |
| 7150    |   | Torfmoor-Schlenken (Rhynchosporion) | X                        | X                       |
| 7160    |   | Mineralreiche Quellen und Niedermoorquellen Fennoskandiens |                          |                         |
| 72      |   | Kalkreiche Niedermoore |                          |                         |
| 7210    | * | Kalkreiche Niedermoore mit Cladium mariscus und Arten von Caricion davallianae | X                        | X                       |
| 7220    | * | Kalktuffquellen (Cratoneurion) | X                        | X                       |
| 7230    |   | Kalkreiche Niedermoore | X                        | X                       |
| 7240    | * | Alpine Pionierformationen des Caricion bicoloris-atrofuscae | X                        | X                       |
| 73      |   | Boreale Torfmoore |                          |                         |
| 7310    | * | Aapa-Moore |                          |                         |
| 7320    | * | Palsa-Moore |                          |                         |
| 8       |   | Felsige Lebensräume und Höhlen |                          |                         |
| 81      |   | Geröll und Schutthalden |                          |                         |
| 8110    |   | Silikatschutthalden der montanen bis nivalen Stufe (Androsacetalia alpinae und Galeopsietalia ladani) | X                        | X                       |
| 8120    |   | Kalk- und Kalkschieferschutthalden der montanen bis alpinen Stufe (Thlaspietea rotundifolii) | X                        | X                       |
| 8130    |   | Thermophile Schutthalden im westlichen Mittelmeerraum |                          |                         |
| 8140    |   | Schutthalden im östlichen Mittelmeerraum |                          |                         |
| 8150    |   | Kieselhaltige Schutthalden der Berglagen Mitteleuropas | X                        | X                       |
| 8160    | * | Kalkhaltige Schutthalden der collinen bis montanen Stufe Mitteleuropas | X                        | X                       |
| 82      |   | Steinige Felsabhänge mit Felsspaltenvegetation |                          |                         |
| 8210    |   | Kalkfelsen mit Felsspaltenvegetation | X                        | X                       |
| 8220    |   | Silikatfelsen mit Felsspaltenvegetation | X                        | X                       |
| 8230    |   | Silikatfelsen mit Pioniervegetation des Sedo-Scleranthion oder des Sedo albi-Veronicion dillenii | X                        | X                       |
| 8240    | * | Kalk-Felspflaster |                          | X                       |
| 83      |   | Andere felsige Lebensräume |                          |                         |
| 8310    |   | Nicht touristisch erschlossene Höhlen | X                        | X                       |
| 8320    |   | Lavafelder und Aushöhlungen |                          |                         |
| 8330    |   | Völlig oder teilweise unter Wasser liegende Meereshöhlen |                          |                         |
| 8340    |   | Permanente Gletscher | X                        | X                       |
| 9       |   | Wälder (Naturnahe und natürliche Wälder mit einheimischen Arten im Hochwaldstadium einschließlich Mittelwald mit typischem Unterholz, die einem der nachstehenden Kriterien entsprechen: selten oder Restbestände und/oder Vorkommen von Arten von gemeinschaftlichem Interesse) |                          |                         |
| 90      |   | Wälder des borealen Europas |                          |                         |
| 9010    | * | Westliche Taiga |                          |                         |
| 9020    | * | Epiphytenreiche, alte, natürliche, hemiboreale Laubwälder (Quercus, Tilia, Acer, Fraxinus oder Ulmus) |                          |                         |
| 9030    | * | Natürliche Waldprimärsukzession der Landhebungsgebiete im Küstenbereich |                          |                         |
| 9040    |   | Subalpine/subarktische nordische Wälder von Betula pubescens ssp. Czerepanovii |                          |                         |
| 9050    |   | Krautreiche Fichtenwälder Fennoskandiens |                          |                         |
| 9060    |   | Nadelwälder auf oder in Verbindung mit fluvio-glazialen Esker-Moränen |                          |                         |
| 9070    |   | Waldweiden Fennoskandiens |                          |                         |
| 9080    | * | Laubholz-Bruchwälder Fennoskandiens |                          |                         |
| 91      |   | Wälder des gemäßigten Europas |                          |                         |
| 9110    |   | Hainsimsen-Buchenwald (Luzulo-Fagetum) | X                        | X                       |
| 9120    |   | Atlantischer, saurer Buchenwald mit Unterholz aus Stechpalme und gelegentlich Eibe (Quercion robori-petraeae oder Ilici-Fagenion) | X                        |                         |
| 9130    |   | Waldmeister-Buchenwald (Asperulo-Fagetum) (incl. Waldgersten-Buchenwald) | X                        | X                       |
| 9140    |   | Mitteleuropäischer subalpiner Blaugras-Buchenwald mit Ahorn und Rumex arifolius | X                        | X                       |
| 9150    |   | Mitteleuropäischer Orchideen-Kalk-Buchenwald (Cephalanthero-Fagion) | X                        | X                       |
| 9160    |   | Subatlantischer oder mitteleuropäischer Stieleichenwald oder Sternmieren-Eichen-Hainbuchenwald (Carpinion betuli) | X                        | X                       |
| 9170    |   | Labkraut-Eichen-Hainbuchenwald Galio-Carpinetum | X                        | X                       |
| 9180    | * | Schlucht- und Hangmischwälder Tilio-Acerion | X                        | X                       |
| 9190    |   | Alte bodensaure Eichenwälder auf Sandebenen mit Quercus robur | X                        |                         |
| 91A0    |   | Eichenwälder auf den Britischen Inseln mit Ilex und Blechnum |                          |                         |
| 91AA    | * | Östliche Flaumeichenwälder |                          |                         |
| 91B0    |   | Thermophile Eschenwälder mit Fraxinus angustifolia |                          |                         |
| 91BA    |   | Moesische Tannenwälder |                          |                         |
| 91C0    | * | Kaledonische Wälder |                          |                         |
| 91CA    |   | Waldkiefernwälder der Rhodopen und des Balkan-Gebirges |                          |                         |
| 91D0    | * | Moorwälder | X                        | X                       |
| 91E0    | * | Auen-Wälder mit Alnus glutinosa und Fraxinus excelsior (Alno-Padion, Alnion incanae, Salicion albae) | X                        | X                       |
| 91F0    |   | Hartholzauewälder mit Quercus robur, Ulmus laevis, Ulmus minor, Fraxinus excelsior oder Fraxinus angustifolia (Ulmenion minoris) | X                        | X                       |
| 91G0    | * | Pannonische Wälder mit Quercus petraea und Carpinus betulus | X                        | X                       |
| 91H0    | * | Pannonische Flaumeichen-Wälder |                          | X                       |
| 91I0    | * | Euro-Sibirische Eichen-Steppenwälder |                          | X                       |
| 91J0    | * | Eibenwälder der britischen Inseln |                          |                         |
| 91K0    |   | Illyrische Rotbuchenwälder (Aremonio-Fagion) |                          | X                       |
| 91L0    |   | Illyrische Eichen-Hainbuchenwälder (Erythronio-Carpinion) |                          | X                       |
| 91M0    |   | Pannonisch-balkanische Zerreichen- und Traubeneichenwälder |                          | X                       |
| 91N0    | * | Pannonisches Binnensanddünen-Gebüsch (Junipero — Populetum albae) |                          |                         |
| 91P0    |   | Tannenwald des Heiligkreuzgebirges (Abietetum polonicum) |                          |                         |
| 91Q0    |   | Pinus sylvestris-Wälder der Westkarpaten auf Kalk |                          |                         |
| 91R0    |   | Waldkiefernwälder der dinarischen Dolomiten (Genisto januensis-Pinetum) |                          |                         |
| 91S0    | * | West-pontische Buchenwälder |                          |                         |
| 91T0    |   | Mitteleuropäische Flechten-Kiefernwälder | X                        | X                       |
| 91U0    |   | Kiefernwälder der sarmatischen Steppe | X                        |                         |
| 91V0    |   | Dakische Buchenwälder (Symphyto-Fagion) |                          |                         |
| 91W0    |   | Moesische Buchenwälder |                          |                         |
| 91X0    | * | Buchenwälder der Dobrudscha |                          |                         |
| 91Y0    |   | Labkraut-Eichen-Hainbuchenwald Galio-Carpinetum |                          |                         |
| 91Z0    |   | Moesische Silberlindenwälder |                          |                         |
| 92      |   | Sommergrüne mediterrane Laubwälder |                          |                         |
| 9210    | * | Buchenwald der Apenninen mit Taxus und Ilex |                          |                         |
| 9220    | * | Buchenwald der Apenninen mit Abies alba und Buchenwald mit Abies nebrodensis |                          |                         |
| 9230    |   | Galizisch-portugiesische Eichenwälder mit Quercus robur und Quercus pyrenaica |                          |                         |
| 9240    |   | Iberische Eichenwälder mit Quercus faginea und Quercus canariensis |                          |                         |
| 9250    |   | Eichenwälder mit Quercus trojana |                          |                         |
| 9260    |   | Eichenwälder mit Castanea sativa |                          | X                       |
| 9270    |   | Griechische Buchenwälder mit Abies borisii-regis |                          |                         |
| 9280    |   | Wälder mit Quercus frainetto |                          |                         |
| 9290    |   | Zypressenwälder (Acero-Cupression) |                          |                         |
| 92A0    |   | Galeriewald mit Salix alba und Populus alba |                          |                         |
| 92B0    |   | Galeriewald an temporären mediterranen Flüssen mit Rhododendron ponticum, Salix und sonstiger Vegetation |                          |                         |
| 92C0    |   | Wälder mit Platanus orientalis und Liquidambar orientalis (Platanion orientalis) |                          |                         |
| 92D0    |   | Mediterrane Galeriewälder und flussbegleitende Gebüsche (Nerio-Tamaricetea und Securinegion tinctoriae) |                          |                         |
| 93      |   | Mediterrane Hartlaubwälder |                          |                         |
| 9310    |   | Ägäische Wälder mit Quercus brachyphylla |                          |                         |
| 9320    |   | Wälder mit Olea und Ceratonia |                          |                         |
| 9330    |   | Wälder mit Quercus suber |                          |                         |
| 9340    |   | Wälder mit Quercus ilex und Quercus rotundifolia |                          |                         |
| 9350    |   | Wälder mit Quercus macrolepis |                          |                         |
| 9360    | * | Makaronesische Lorbeerwälder (Laurus, Ocotea) |                          |                         |
| 9370    | * | Palmhaine von Phoenix |                          |                         |
| 9380    |   | Wälder aus Ilex aquifolium |                          |                         |
| 9390    | * | Busch- und niedrige Waldvegetation mit Quercus alnifolia |                          |                         |
| 93A0    |   | Wälder mit Quercus infectoria (Anagyro foetidae-Quercetum infectoriae) |                          |                         |
| 94      |   | Gemäßigte Berg- und Nadelwälder |                          |                         |
| 9410    |   | Montane bis alpine bodensaure Fichtenwälder (Vaccinio-Piceetea) | X                        | X                       |
| 9420    |   | Alpiner Lärchen- und/oder Arvenwald | X                        | X                       |
| 9430    |   | Montaner und subalpiner Pinus uncinata-Wald (* auf Gips- oder Kalksubstrat) |                          | X                       |
| 95      |   | Mediterrane und makaronesische Bergnadelwälder |                          |                         |
| 9510    | * | Wald des Süd-Apennins mit Abies alba |                          |                         |
| 9520    |   | Wälder mit Abies pinsapo |                          |                         |
| 9530    | * | Sub-mediterrane Kiefernwälder mit endemischen Schwarzkiefern |                          | X                       |
| 9540    |   | Mediterrane Pinienwälder mit endemischen Kiefern |                          |                         |
| 9550    |   | Kanarischer endemischer Kiefernwald |                          |                         |
| 9560    | * | Endemische Wälder mit Juniperus spp. |                          |                         |
| 9570    | * | Wälder mit Tetraclinis articulata |                          |                         |
| 9580    | * | Mediterrane Wälder mit Taxus baccata |                          |                         |
| 9590    | * | Cedrus brevifolia-Wälder (Cedrosetum brevifoliae) |                          |                         |
| 95A0    |   | Oro-mediterrane Kiefernwälder der Hochlagen |                          |                         |